# Bivacco Paoluccio
Il bivacco Paoluccio è un bivacco della Valle d'Aosta.
È situato sul  col Budden a 3572 metri di quota, sullo spartiacque tra la Valtournenche e la Valpelline. Ha 9 posti letto.

## Storia
Il bivacco è stato inaugurato nel 1974.

## Accesso
Si può raggiungere il bivacco partendo dalla località  Avuil (1967 m. - Valtournenche) passando per il rifugio Bobba (5h, AD), o partendo dal lago di Place Moulin e passando per il bivacco Accademici Valdostani e per il ghiacciaio des Grandes Murailles (8h, PD).

## Ascensioni
Il bivacco serve per la salita alla punta Budden e ai Jumeaux.

## Traversate
- Bivacco Laura Florio
- Bivacco Paolo Perelli Cippo